# Sahelpungmes
Sahelpungmes (Anthoscopus punctifrons) är en fågel i familjen pungmesar inom ordningen tättingar.

## Utseende och läten
Sahelpungmesen är en mycket liten (7,5–8,5 cm), olivgrön och vitaktig tätting med en liten och spetsig näbb. Den skiljer sig från gul pungmes, men är beige, ej gröngul undertill. Pannan är blekare än resten av hjässan och strödd med små svarta prickar, som dock bara ses på nära håll. Sången är ett upprepat "tipuur tipuur", medan lätet är ett mjukt "tsip".

## Utbredning och systematik
Fågeln förekommer utmed Saharas södra kant, från Mauretanien till Eritrea. Den behandlas som monotypisk, det vill säga att den inte delas in i några underarter.

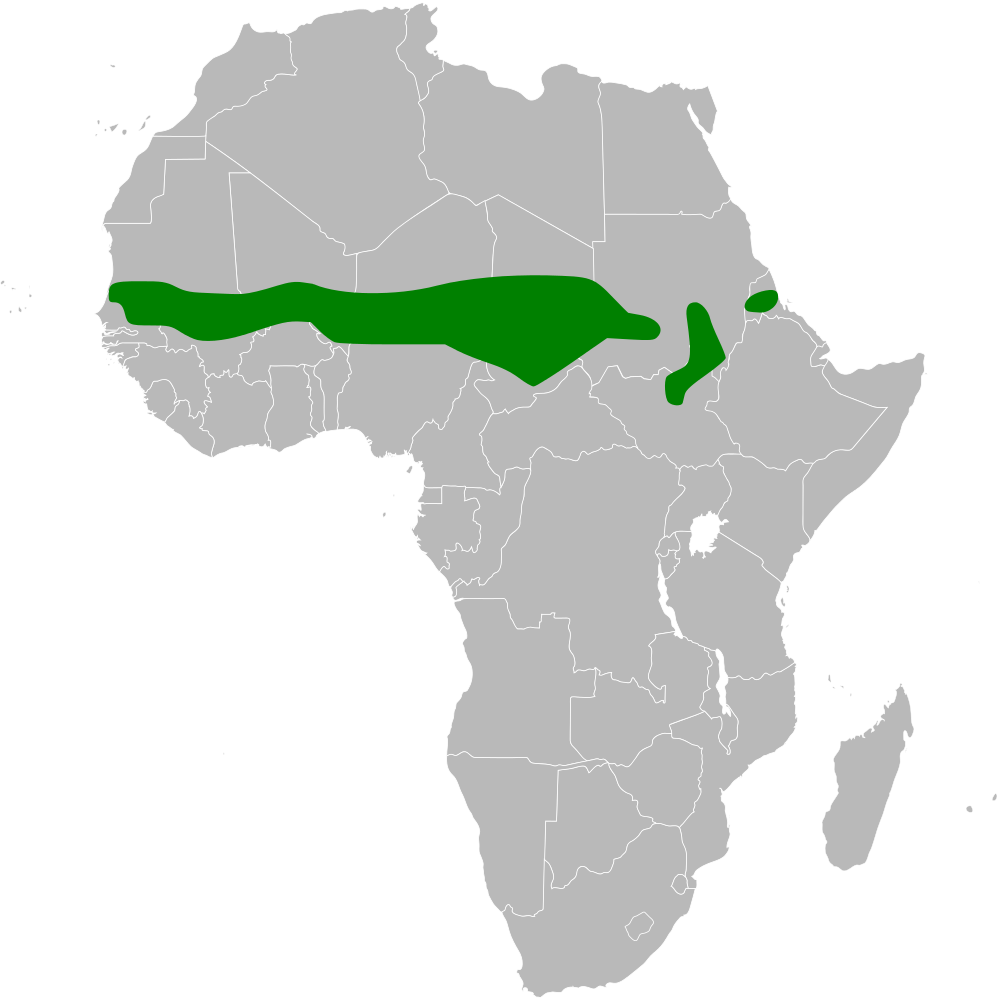
Sahelpungmesens utbredningsområde.

## Levnadssätt
Fågeln förekommer i halvöken eller torr stäpp med spridda buskar, framför allt utmed torrlagda flodbäddar. Födan är okänd, men fåglar observerade i akacior verkar vara på jakt efter insekter. Arten tros vara stannfågel.

## Status och hot
Arten har ett stort utbredningsområde och en stor population med stabil utveckling och tros inte vara utsatt för något substantiellt hot. Utifrån dessa kriterier kategoriserar internationella naturvårdsunionen IUCN arten som livskraftig (LC). Världspopulationen har inte uppskattats men den beskrivs som lokalt mycket vanlig.

## Namn
Sahel är ett halvtorrt område direkt söder om Sahara.